# Rachid Briguel
Rachid Briguel (ur. 17 maja 1988) – marokański piłkarz, grający jako obrońca.

## Kariera klubowa

### Wydad Fès
Zaczynał karierę w Wydadzie Fès.
W sezonie 2011/2012 (pierwszym w bazie Transfermarkt) zagrał 8 spotkań.
W sezonie 2012/2013 zagrał 20 meczów i miał asystę.
W sezonie 2013/2014 zagrał 20 spotkań.

### Renaissance Berkane
21 lipca 2014 roku został zawodnikiem Renaissance Berkane. W tym zespole zadebiutował 23 sierpnia 2014 roku w meczu przeciwko Difaâ El Jadida (0:0). Zagrał 81 minut, zmienił go Omar Ati Allah. Łącznie zagrał 20 spotkań.

### Dalsza kariera
1 sierpnia 2016 roku przeniósł się do Maghrebu Fez. 1 lipca 2019 roku odszedł z tego klubu.